# 제15여단 (육상자위대)
제15여단(일본어: 第15旅団 다이 쥬고 료단[*], JGSDF 15th Brigade)은 서부 방면대에 소속한 육상자위대의 여단이다. 여단 본부는 오키나와현 나하시에 위치한 나하 주둔지에 주둔하고 있다.

## 역사
1972년 3월, 구마모토현에서 제1임시혼성단으로 창설되었다. 5월 15일, 오키나와가 일본으로 반환되자, 10월 1일에 나하 주둔지로 옮겨갔다. 이듬해 1973년 3월 27일 정식으로 제1임시혼성단 준비 본부로 편성되었다가 10월 16일, 정식으로 제1혼성단으로서 편성되었다.
1974년 6월 5일, 특별 불발탄 처리반이 대로 개편되었다. 1980년 3월, 제1혼성군 음악대가 제1혼성단 음악대로 개명되었다. 1993년 3월, 특별 불발탄 처리대가 서수를 부여받아 "제101불발탄처리대"가 되었다.
2010년 3월 25일, 2005년 중기 방위력 정비계획에 따라 제15여단으로 개편되었다.
2013년 3월 26일, 제15비행대가 제15헬리콥터대로 개편되었다.
2014년 3월 26일, 제6고사특과군이 제15고사특과연대로 개편되었다.

## 편제
제1혼성단
- 혼성단 본부
- 제1혼성군
- 제6고사특과군
- 제101비행대
- 제101후방지원대
- 제430회계대
- 제416기지통신대
- 제1혼성단 음악대

제15 여단
- 여단 사령부 - 나하 주둔지
- 제51보통과연대(3개 중대) - 나하 주둔지
- 제15고사특과연대 - 야에세 분둔지
- 제15헬리콥터대 - 나하 주둔지
- 제15후방지원대 - 나하 주둔지
- 제15정찰대 - 나하 주둔지
- 제15통신대 - 나하 주둔지
- 제15설비중대 - 나하 주둔지
- 제15특수무기방호대 - 나하 주둔지
- 제15음악대 - 나하 주둔지
- 제101불발탄처리대 - 나하 주둔지